# Smaglec mniejszy
Smaglec mniejszy, smaglec ogonokleszcz (Onychogomphus forcipatus) – gatunek ważki różnoskrzydłej z rodziny gadziogłówkowatych (Gomphidae). Zamieszkuje Europę, Afrykę Północną i południowo-zachodnią Azję.
Zależnie od geograficznego rozmieszczenia wyróżnia się trzy podgatunki różniące się nieznacznie ubarwieniem: 
- Onychogomphus forcipatus forcipatus – zasiedla Europę północną, środkową i wschodnią
- Onychogomphus forcipatus unguiculatus – Europę południowo-zachodnią
- Onychogomphus forcipatus albotibialis – Europę południowo-wschodnią.

Są to średniej wielkości ważki o długości ciała około 50 mm i rozpiętości skrzydeł od 5,5 do 7,5 centymetrów. Oczy mają intensywnie zielony kolor lub zielonkawoniebieski do niebieskiego. Występują głównie przy ciepłych strumieniach i rzekach z żwirowym lub piaszczystym brzegiem. Zasiedlają także odpowiednie partie brzegowe większych zbiorników wodnych o spokojnej wodzie. W środkowej Europie są aktywne od końca maja do początku września. W południowej Europie już od kwietnia. Samica składa pokładełkiem do wody ok. 500 jaj. Larwy wkopują się w dno, gdzie ich rozwój trwa 3–5 lat. Larwy i wylinki smaglca można pomylić z larwami (lub odpowiednio wylinkami) trzepli zielonej.